# Passenans
Passenans település Franciaországban, Jura megyében. Lakosainak száma 336 fő (2022. január 1.). Passenans Miéry, Frontenay, Saint-Lamain és Saint-Lothain községekkel határos.

## Népesség
A település népességének változása:
| Lakosok száma | 324  | 305  | 281  | 292  | 346  | 352  | 345  | 335  | 336  | 336  |
|               | 1968 | 1982 | 1990 | 2006 | 2013 | 2015 | 2017 | 2019 | 2020 | 2022 |